# Wilhelm Riphahn
Wilhelm Riphahn (también Wilhelm Riphan; nacido el 25 de julio de 1889 en Colonia– 27 de diciembre de 1963 en Colonia) fue un arquitecto alemán. 
Riphahn estudió en las universidades técnicas de Berlín, Munich y Dresde. Trabajó en la construcción de la oficina de Siemens en Berlín y en 1912 para "Gebrüder Taut & Hoffmann". En 1913 se convirtió en un arquitecto independiente y trabajó con Caspar Maria Grod hasta 1931. Algunas de sus obras más conocidas incluyen el restaurante Bastei y la casa de la Ópera de Colonia. A su muerte fue enterrado en el gran cementerio de Melaten de su ciudad. 